# Zdeněk Kořínek
Zdeněk Kořínek (* 12. února 1961) je bývalý český fotbalista, obránce. Po skončení aktivní kariéry působí jako fotbalový funkcionář.

## Fotbalová kariéra
V československé lize hrál za RH Cheb a Sigma Olomouc. V lize nastoupil ve 21 utkáních a dal 2 góly. V nižší soutěži působil i v TŽ Třinec, VTŽ Chomutov a Dynamo České Budějovice.

## Ligová bilance
| Ročník                                   | Zápasy | Góly | Klub          |
| ---------------------------------------- | ------ | ---- | ------------- |
| 1. československá fotbalová liga 1981/82 | 8      | 1    | RH Cheb       |
| 1. československá fotbalová liga 1982/83 | 13     | 1    | Sigma Olomouc |
| CELKEM                                   | 21     | 2    |               |